# Кетхен из Гейльброна
«Ке́тхен из Гейльбро́нна, или Испытание огнём» («Кэтхен из Гейльбронна, или Испытание огнём», «Кэтхен из Хайльбронна, или Испытание огнём», «Кетхен из Гейльбронна»; нем. Käthchen von Heilbronn; 1807—1808) — большая историческая рыцарская драма в пяти действиях Генриха фон Клейста.
Драма не только романтизирует Средневековье, но и выводит на сцену сверхъестественное (её можно назвать «драмой рока») и бессознательные душевные движения, в поступках героев много иррационального, патологического. Вместе с тем для неё характерен натурализм. К числу недостатков пьесы относят отсутствие чёткости и завершенности драматической архитектоники, обычно свойственной Клейсту.

## Сюжет
Действие драмы разворачивается в Швабии. Главная героиня, горожанка из Хайльбронна Кэтхен, испытывает непреодолимую и всепоглощающую страсть к своему возлюбленному, главному герою графу Веттеру фон Штралю. Сословные предрассудки побуждают его оттолкнуть любящую его смиренную девушку. В дело вмешивается соперница Кэтхен. Сильное натуралистическое впечатление призван производить эпизод разоблачения соперницы, когда выясняется, что та заманивала рыцаря в свои сети фальшивыми прелестями своего туалета и железной палкой, выпрямляющей её кривой от рождения стан. Кэтхен оказывается незаконорожденной дочерью императора, и герой приводит её к себе в дом как достойную супругу.

## Отзывы о пьесе
Томас Манн: «…безмерная наивность, прямо-таки пародийная народность „Кетхен из Хайльбронна“, рыцарской пьесы, деромантизирующей всякую романтику, где нет ничего, кроме лунатизма, двойничества и помощи херувима, позволяющей пройти сквозь огонь и воду, по вкусу не каждому, уж во всяком случае не Гёте. Вместо того чтобы поставить „Кетхен“, как он поставил деревенский с голландским оттенком фарс о „Разбитом кувшине“, погубив таковой разделением на три акта, за что Клейст хотел вызвать его на дуэль — гротескное неприличие, — Гёте сжег эту пьесу в печке за „дьявольскую неестественность“ и ту смесь смысла с бессмыслицей, которую она, по его мнению, представляла собой…»

## Постановки
Впервые драма была поставлена 17 марта 1810 года в Вене в театре «Ан дер Вин».
Большой резонанс имел спектакль, поставленный на воде цюрихского озера Лукой Ронкони в 1972 году, запрещённый в своём окончательном варианте по соображениям безопасности.